# Яструб плямистохвостий
Яструб плямистохвостий (Accipiter trinotatus) — хижий птах роду яструбів родини яструбових ряду яструбоподібних.

## Опис
Це невеликий яструб. Довжина його тіла становить 26–31 см, розмах крил 45–51 см. Спина, шия і крила сіро-синього кольору; шия, груди і живіт білі. Лоб білий, щоки руді, хвіст темний. На спині і хвості плями білого кольору.

## Раціон
Його здобиччю зазвичай є невеликі рептилії, а також земноводні, равлики, комахи, іноді кажани і пташки.

## Поширення
Плямистохвостий яструб є ендеміком Індонехії. Мешкає на острові Сулавесі і на прилеглих островах Бутон, Муна та інших. Населяє тропічні і мангрові ліси.

## Збереження
Це численний птах. МСОП вважає цей вид таким, що не потребує особливих заходів зі збереження. Популяційний тренд стабільний.